# Musikjahr 1971
Liste der Musikjahre

◄◄ | ◄ | 1967 | 1968 | 1969 | 1970 | Musikjahr 1971 | 1972 | 1973 | 1974 | 1975 | ► | ►►

Weitere Ereignisse · Country-Musik
Dieser Artikel behandelt das Musikjahr 1971.

## Ereignisse

### Populäre Musik und Jazz
- 10. Februar: Mit Tapestry erscheint das 2. Album der Sängerin Carole King. Es bleibt 25 Jahre lang das bestverkaufte Album einer Solosängerin, wird 25 Mio. mal verkauft und erhält vier Grammys.
- 03. April: Séverine gewinnt in Dublin mit dem Lied Un banc, un arbre, une rue für Monaco die 16. Auflage des Eurovision Song Contest.
- 30. Mai: Mit Bands aus Warschau, Prag, Budapest und einer All-Star-Formation aus der DDR startet das Internationale Dixieland Festival Dresden, das seitdem jährlich stattfand.
- 12.–20. Juni: Auf dem Montreux Jazz Festival 1971 entstehen zwölf Live-Alben von Künstlern wie Gato Barbieri, Larry Coryell, Chris Hinze, Ahmad Jamal oder Mongo Santamaría.
- 14. Juni: Das erste Hard Rock Cafe wird in London von den beiden US-Amerikanern Isaac Tigrett und Peter Morton gegründet.
- 24.–27. Juni: Das Celebration of Life Festival findet auf der Cypress Pointe Plantation in McCrea, Louisiana statt.
- 27. Juni: Das vom gebürtigen Berliner Bill Graham gegründete Musiktheater Fillmore East in New York City wird aufgrund der steigenden Gagenforderungen der Musiker kurzerhand geschlossen.
- 01. August: Im Madison Square Garden in New York City findet vor rund 40.000 Zuschauern das von George Harrison und Ravi Shankar organisierte Konzert für Bangladesh statt.
- 24. September: Die britische Progressive-Rock-Band Yes startet in Barnstaple ihre Fragile Tour.
- 11. Oktober: Die Single Imagine von John Lennon wird veröffentlicht.
- 07. November: Bei den Berliner Jazztagen bilden die Geiger Don Sugarcane Harris, Jean-Luc Ponty, Michał Urbaniak und Nipso Brantner den New Violin Summit.
- 08. November: Die britische Rockband Led Zeppelin veröffentlicht ihr viertes Studioalbum, in der Regel schlicht Led Zeppelin IV genannt. Darauf enthalten ist mit Stairway to Heaven ihr bekanntestes Lied.
- 04. Dezember: Während eines Konzerts von Frank Zappa & the Mothers in Montreux bricht Feuer aus – das Ereignis inspiriert Deep Purple zu Smoke on the Water.
- 15.–18. Dezember: Beim Free Jazz Meeting Baden-Baden treffen vorrangig westeuropäische Avantgardemusiker auf die Südafrikaner Chris McGregor und Dudu Pukwana sowie die Türken Maffy Falay und Okay Temiz.

### Klassische Musik und Musiktheater
- 28. Februar: Das Ballett Carmen von John Cranko nach der gleichnamigen Novelle von Prosper Mérimée mit Musik von Wolfgang Fortner in Zusammenarbeit mit Wilfried Steinbrenner wird im Großen Haus der Württembergischen Staatstheater in Stuttgart vom Stuttgarter Ballett uraufgeführt. Die Titelrolle tanzt Marcia Haydée.
- 19. März: Uraufführung der Orchesterskizzen Stille und Umkehr von Bernd Alois Zimmermann durch das Philharmonische Orchester Nürnberg unter der Leitung von Hans Gierster.
- 17. Mai: Die Uraufführung der musikalischen Show Der langwierige Weg in die Wohnung der Natascha Ungeheuer von Hans Werner Henze auf das Libretto von Gaston Salvatore erfolgt in Rom mit Jazzsolisten wie Willem Breuker und Gunter Hampel.
- 23. Mai: Das von Friedrich Dürrenmatt zu einer Oper umgeschriebene Theaterstück Der Besuch der alten Dame mit der Musik von Gottfried von Einem hat seine Uraufführung an der Wiener Staatsoper.
- 08. September: Die Uraufführung des Theaterstückes Mass von Leonard Bernstein findet im Kennedy Center in Washington/D.C. statt.
- 10. September: Die Uraufführung der Oper Beatrice Cenci von Alberto Ginastera findet im John F. Kennedy Center for the Performing Arts in Washington, D. C. statt.
- 12. Oktober: Das Rock-Musical Jesus Christ Superstar von Andrew Lloyd Webber mit den Liedtexten von Tim Rice wird in New York uraufgeführt.
- 17. Oktober: Krzysztof Penderecki dirigierte bei den Donaueschinger Musiktagen eine Bigband mit Jazzsolisten, die sein Werk Actions uraufführte.
- Sofia Gubaidulina: Streichquartett Nr. 1, Fairytale Poem [Märchenpoem] für Orchester

### Film
- Boyfriend (Ihr Liebhaber) – britische Musicalkomödie, geschrieben und inszeniert von Ken Russell, basierend auf dem gleichnamigen Musical von Sandy Wilson aus dem Jahr 1953

## Musikcharts

### Deutschland
| Singles                                                 | Position | Alben                                   |
| ------------------------------------------------------- | -------- | --------------------------------------- |
|                                                         |          |                                         |
| Butterfly Danyel Gérard                                 | 1        | In Rock Deep Purple                     |
| Chirpy Chirpy Cheep Cheep Middle of the Road            | 2        | Non Stop Dancing 11 James Last          |
| Hey Tonight Creedence Clearwater Revival                | 3        | Abraxas Santana                         |
| Für dich allein (Du kannst nicht alles haben) Roy Black | 4        | Kosaken müssen reiten Ivan Rebroff      |
| I Am… I Said Neil Diamond                               | 5        | Pendulum Creedence Clearwater Revival   |
| Abraham (Das Lied vom Trödler) Wolfgang                 | 6        | Mein Geschenk für dich Peter Alexander  |
| My Sweet Lord George Harrison                           | 7        | Pearl Janis Joplin                      |
| Rose Garden Lynn Anderson                               | 8        | Non Stop Dancing 12 James Last          |
| Herzlichst Heintje                                      | 9        | Old Man Moses The Les Humphries Singers |
| Hier ist ein Mensch Peter Alexander                     | 10       | Seine grossen Erfolge Heino             |

Die längsten Nummer-eins-Singles
Lieder, die die meiste Zeit während eines anderen Jahres auf Platz 1 der Charts verbrachten, werden hier nicht aufgeführt.
1. Danyel Gérard – Butterfly (15 Wochen)
2. George Harrison – My Sweet Lord (10 Wochen)
3. Pop Tops – Mamy Blue (8 Wochen)

Die längsten Nummer-eins-Alben
Alben, die die meiste Zeit während eines anderen Jahres auf Platz 1 der Charts verbrachten, werden hier nicht aufgeführt.
1. James Last – James Last: Non Stop Dancing 11 (5 Monate)

Alle weiteren Alben waren einen halben oder einen Monat auf Platz 1 gelistet.
Alle Nummer-eins-Hits und die Hits des Jahres

### Österreich
| Position | Singles                                                  |
| -------- | -------------------------------------------------------- |
|          |                                                          |
| 1        | Hier ist ein Mensch Peter Alexander                      |
| 2        | My Sweet Lord George Harrison                            |
| 3        | I Hear You Knocking Dave Edmunds                         |
| 4        | Apeman The Kinks                                         |
| 5        | Have You Ever Seen The Rain Creedence Clearwater Revival |
| 6        | Ruby Tuesday Melanie                                     |
| 7        | Paranoid Black Sabbath                                   |
| 8        | Oh, wann kommst du? Daliah Lavi                          |
| 9        | Cracklin’ Rosie Neil Diamond                             |
| 10       | Black Night Deep Purple                                  |

Die längsten Nummer-eins-Singles
Lieder, die die meiste Zeit während eines anderen Jahres auf Platz 1 der Charts verbrachten, werden hier nicht aufgeführt.
1. Peter Alexander – Hier ist ein Mensch (9 Wochen)
2. George Harrison – My Sweet Lord (8 Wochen)
3. Danyel Gérard – Butterfly (5 Wochen)

Die längsten Nummer-eins-Alben
Alben, die die meiste Zeit während eines anderen Jahres auf Platz 1 der Charts verbrachten, werden hier nicht aufgeführt.
1. Peter Alexander – Mein Geschenk für dich (9 Wochen)
2. George Harrison – All Things Must Pass (8 Wochen)
3. The Rolling Stones – Sticky Fingers (5 Wochen)

Die Albumcharts wurden nur im ersten Halbjahr erhoben.
Alle Nummer-eins-Hits und die Hits des Jahres

### Schweiz
| Position | Singles                                       |
| -------- | --------------------------------------------- |
|          |                                               |
| 1        | Chirpy Chirpy Cheep Cheep Middle of the Road  |
| 2        | My Sweet Lord George Harrison                 |
| 3        | Rose Garden Lynn Anderson                     |
| 4        | Mamy Blue Los Pop Tops                        |
| 5        | Butterfly Danyel Gérard                       |
| 6        | Co-Co The Sweet                               |
| 7        | Hot Love T. Rex                               |
| 8        | Sweet Hitchhiker Creedence Clearwater Revival |
| 9        | Borriquito Peret                              |
| 10       | Sheila Baby Pepe Lienhard Sextett             |

Die längsten Nummer-eins-Singles
Lieder, die die meiste Zeit während eines anderen Jahres auf Platz 1 der Charts verbrachten, werden hier nicht aufgeführt.
1. Los Pop Tops – Mamy Blue (10 Wochen)
2. Middle of the Road – Chirpy Chirpy Cheep Cheep (9 Wochen)
3. Lynn Anderson – Rose Garden (7 Wochen)

Alle Nummer-eins-Hits und die Hits des Jahres

### Vereinigtes Königreich
| Singles                                      | Position | Alben                                                    |
| -------------------------------------------- | -------- | -------------------------------------------------------- |
|                                              |          |                                                          |
| My Sweet Lord George Harrison                | 1        | Bridge over Troubled Water Simon & Garfunkel             |
| Maggie May / Reason to Believe Rod Stewart   | 2        | Every Picture Tells a Story Rod Stewart                  |
| Chirpy Chirpy Cheep Cheep Middle of the Road | 3        | Sticky Fingers Rolling Stones                            |
| Knock Three Times Dawn                       | 4        | Electric Warrior T. Rex                                  |
| Hot Love T. Rex                              | 5        | Motown Chartbusters, Volume 5 (Verschiedene Interpreten) |
| The Pushbike Song The Mixtures               | 6        | Mud Slide Slim and the Blue Horizon James Taylor         |
| Never Ending Song of Love The New Seekers    | 7        | Every Good Boy Deserves Favour Moody Blues               |
| I’m Still Waiting Diana Ross                 | 8        | Greatest Hits Andy Williams                              |
| Get It On (Bang a Gong) T. Rex               | 9        | Ram Paul & Linda McCartney                               |
| Hey Girl, Don’t Bother Me The Tams           | 10       | Tapestry Carole King                                     |

Die längsten Nummer-eins-Singles
Lieder, die die meiste Zeit während eines anderen Jahres auf Platz 1 der Charts verbrachten, werden hier nicht aufgeführt.
1. T. Rex – Hot Love (6 Wochen)
2. George Harrison – My Sweet Lord; Dawn – Knock Three Times; Middle of the Road – Chirpy Chirpy Cheep Cheep; Rod Stewart – Maggie May / Reason to Believe (jeweils 5 Wochen)
3. T. Rex – Get It On (Bang a Gong); Diana Ross – I’m Still Waiting; Slade – Coz I Luv You; Benny Hill – Ernie (The Fastest Milkman in the West) (jeweils 4 Wochen)

Die längsten Nummer-eins-Alben
Alben, die die meiste Zeit während eines anderen Jahres auf Platz 1 der Charts verbrachten, werden hier nicht aufgeführt.
1. Simon & Garfunkel – Bridge over Troubled Water (9 Wochen)
2. George Harrison – All Things Must Pass (8 Wochen)
3. Rod Stewart – Every Picture Tells a Story (6 Wochen)

Alle Nummer-eins-Hits und die Hits des Jahres

### Vereinigte Staaten
Die längsten Nummer-eins-Singles
Lieder, die die meiste Zeit während eines anderen Jahres auf Platz 1 der Charts verbrachten, werden hier nicht aufgeführt.
1. Three Dog Night – Joy to the World (6 Wochen)
2. The Osmonds – One Bad Apple; Carole King – It’s Too Late; Rod Stewart – Maggie May (jeweils 5 Wochen)
3. Bee Gees – How Can You Mend a Broken Heart (4 Wochen)

Die längsten Nummer-eins-Alben
Alben, die die meiste Zeit während eines anderen Jahres auf Platz 1 der Charts verbrachten, werden hier nicht aufgeführt.
1. Carole King – Tapestry (15 Wochen)
2. Janis Joplin – Pearl (9 Wochen)
3. George Harrison – All Things Must Pass (7 Wochen)

Alle Nummer-eins-Hits und die Hits des Jahres

### Charts in weiteren Ländern
Siehe auch: Nummer-eins-Hits 1971 in  Australien, Belgien, Deutschland, Finnland, Frankreich, Irland, Italien, Japan, Kanada, Neuseeland, den Niederlanden, Norwegen, Österreich, der Schweiz, Spanien, den Vereinigten Staaten und im Vereinigten Königreich.

## Musikpreise und Ehrungen

### Musikwettbewerbe
Eurovision Song Contest
1. Séverine: Un banc, un arbre, une rue
2. Karina: En un mundo nuevo
3. Katja Ebstein: Diese Welt
4. Clodagh Rodgers: Jack in the Box
5. Massimo Ranieri: L’amore è un attimo

## Gründungen
- Asylum Records – Musiklabel, das 1971 von David Geffen in den USA gegründet wurde
- Kantorei der Karlshöhe Ludwigsburg – letzte eigenständige Diakoniekantorei in der Evangelischen Landeskirche Württemberg
- OOR – niederländisches Musikmagazin
- Opera Orchestra of New York – auf konzertante Opernaufführungen spezialisiertes Orchester
- Parzival – deutsche Klassik-Rock-Band

## Neuveröffentlichungen (Auswahl)

### Lieder und Kompositionen
| Lied                              | Text                                 | Musik                                | Erstinterpret                  | Label                                     | Veröffentlichung  | Genre                                | Album                       | Weitere Informationen                                                |
| --------------------------------- | ------------------------------------ | ------------------------------------ | ------------------------------ | ----------------------------------------- | ----------------- | ------------------------------------ | --------------------------- | -------------------------------------------------------------------- |
| Atlantis                          | Georg Buschor                        | Wolfgang Rödelberger                 | Freddy Quinn                   | Polydor                                   | 1971              | Schlager                             | Heute 2                     |                                                                      |
| Bangla Desh                       | George Harrison                      | George Harrison                      | George Harrison                |                                           | 28. Juli 1971     | Rock                                 |                             |                                                                      |
| Bleib’ nicht allein               | Georg Buschor                        | Wolfgang Rödelberger                 | Freddy Quinn                   | Polydor                                   | 1971              | Schlager                             | Freddy heute                |                                                                      |
| Bless the Beasts and Children     | Perry Botkin junior, Barry De Vorzon | Perry Botkin junior, Barry De Vorzon | Carpenters                     | A&M Records                               | 12. August 1971   | Pop                                  | Bless The Beasts & Children |                                                                      |
| Dear Friend                       | Linda McCartney, Paul McCartney      | Linda McCartney, Paul McCartney      | Wings                          | Apple/EMI                                 | 7. Dezember 1971  | Pop                                  | Wild Life                   |                                                                      |
| En kväll i juni                   | Lasse Berghagen                      | Lasse Berghagen                      | Lasse Berghagen                |                                           | 1971              | Pop                                  |                             |                                                                      |
| Eviva España                      | Leo Caerts, Leo Rozenstraten         | Leo Caerts, Leo Rozenstraten         | Samantha                       | Basart Records                            | Dezember 1971     | Schlager                             |                             |                                                                      |
| Family Affair                     | Sylvester Stewart                    | Sylvester Stewart                    | Sly & the Family Stone         |                                           | 15. Oktober 1971  | Funk, Soul                           | There’s a Riot Goin’ On     |                                                                      |
| Have You Ever Seen the Rain?      | John Fogerty                         | John Fogerty                         | Creedence Clearwater Revival   | Fantasy Records                           | Januar 1971       | Roots Rock, Country-Rock, Swamp Rock | Pendulum                    |                                                                      |
| How Do You Do                     | Harry van Hoof, Hans van Hemert      | Harry van Hoof, Hans van Hemert      | Mouth & MacNeal                | EMI Electrola                             | Juni 1971         | Pop                                  | Mouth & MacNeal             |                                                                      |
| How Do You Sleep?                 | John Lennon                          | John Lennon                          | John Lennon                    | Apple Records, EMI Group, Universal Music | 9. September 1971 | Pop                                  | Imagine                     |                                                                      |
| I’ve Seen All Good People         | Jon Anderson, Chris Squire           | Jon Anderson, Chris Squire           | Yes                            | Atlantic Records                          | 19. März 1971     | Folk Rock, Progressive Rock          | The Yes Album               |                                                                      |
| Imagine                           | John Lennon                          | John Lennon                          | John Lennon                    | Apple Records, EMI Group, Universal Music | 11. Oktober 1971  | Pop                                  | Imagine                     |                                                                      |
| Power to the People               | John Lennon                          | John Lennon                          | John Lennon / Plastic Ono Band |                                           | 5. März 1971      | Rock                                 |                             |                                                                      |
| Roundabout                        | Jon Anderson, Steve Howe             | Jon Anderson, Steve Howe             | Yes                            | Atlantic Records                          | 12. November 1971 | Progressive Rock                     | Fragile                     |                                                                      |
| Schön ist es auf der Welt zu sein | Elisabeth Bertram                    | Werner Twardy                        | Roy Black & Anita              | Polydor                                   | Januar 1971       | Schlager                             | Eine Liebesgeschichte       |                                                                      |
| The Age of Not Believing          | Robert und Richard Sherman           | Robert und Richard Sherman           | Angela Lansbury                | Buena Vista Records                       | 1971              | Filmmusik                            |                             | Lied aus dem Disney-Film Die tollkühne Hexe in ihrem fliegenden Bett |
| Un banc, un arbre, une rue        | Yves Dessca                          | Jean-Pierre Bourtayre                | Séverine                       |                                           | 1971              | Ballade                              |                             | Siegertitel beim Eurovision Song Contest 1971 in Dublin              |

### Alben
| Album                                                                            | Interpret                       | Label                                         | Veröffentlichung   | Genre                              | Weitere Informationen               |
| -------------------------------------------------------------------------------- | ------------------------------- | --------------------------------------------- | ------------------ | ---------------------------------- | ----------------------------------- |
| A Tribute to Jack Johnson                                                        | Miles Davis                     | Columbia Records                              | 24. Februar 1971   | Jazz, Fusion                       |                                     |
| Afric Pepperbird                                                                 | Jan Garbarek                    | ECM Records                                   | Januar 1971        | Free Jazz                          |                                     |
| Aqualung                                                                         | Jethro Tull                     | Chrysalis Records                             | 19. März 1971      | Progressive Rock, Hard Rock        |                                     |
| Charles Mingus with Orchestra                                                    | Charles Mingus                  | Nippon Columbia9                              | 1971               | Jazz                               |                                     |
| Dog of Two Head                                                                  | Status Quo                      | Pye Records                                   | 7. November 1971   | Hard-Rock, Bluesrock               |                                     |
| Fireball                                                                         | Deep Purple                     | Harvest Records                               | 15. September 1971 | Hard Rock                          |                                     |
| Fog on the Tyne                                                                  | Lindisfarne                     | Charisma Records, Elektra Records             | Oktober 1971       | Folk-Rock                          |                                     |
| Hunky Dory                                                                       | David Bowie                     | RCA Records                                   | 17. Dezember 1971  | Pop-Rock, Glam Rock, Art-Rock      |                                     |
| It’s After the End of the World: Live at the Donaueschingen and Berlin Festivals | Sun Ra                          | MPS                                           | 1971               | Jazz                               |                                     |
| Led Zeppelin IV                                                                  | Led Zeppelin                    | Atlantic Records                              | 8. November 1971   | Hard Rock, Folk                    |                                     |
| Live Johnny Winter And                                                           | Johnny Winter                   | Columbia Records                              | März 1971          | Bluesrock, Rockmusik               |                                     |
| Look at Yourself                                                                 | Uriah Heep                      | Bronze Records                                | September 1971     | Hard Rock, Progressive Rock        |                                     |
| Master of Reality                                                                | Black Sabbath                   | Vertigo Records, Warner Bros                  | 21. Juli 1971      | Heavy Metal, Doom Metal            |                                     |
| Meddle                                                                           | Pink Floyd                      | Harvest Records, Capitol Records              | 5. November 1971   | Progressive Rock                   |                                     |
| Music from Two Basses                                                            | Dave Holland und Barre Phillips | ECM Records                                   | September 1971     | Free Jazz, improvisierte Musik     |                                     |
| Nazareth                                                                         | Nazareth                        | Pegasus Records (UK), Warner Music Group (US) | 4. November 1971   | Hard Rock, Bluesrock, Country-Rock | Debütalbum                          |
| Nuits de la Fondation Maeght                                                     | Sun Ra                          | Shandar                                       | 1971               | Jazz                               |                                     |
| Phase One                                                                        | Art Ensemble of Chicago         | America, Nippon Columbia, Prestige Records    | 1971               | Jazz                               |                                     |
| Reinhard Mey live                                                                | Reinhard Mey                    | Intercord                                     | 1971               | Liedermacher                       | Meys erstes Livealbum (Doppelalbum) |
| Relics                                                                           | Pink Floyd                      | Starline (EMI), Capitol Records               | 14. Mai 1971       | Psychedelic Rock, Progressive Rock |                                     |
| Salisbury                                                                        | Uriah Heep                      | Vertigo Records                               | Januar 1971        | Hard Rock, Progressive Rock        |                                     |
| Shawn-Neeq                                                                       | Calvin Keys                     | Black Jazz Records, Real Gone Music           | 1971               | Jazz, Funk                         |                                     |
| Sticky Fingers                                                                   | The Rolling Stones              | Rolling Stones Records                        | 23. April 1971     | Rock                               |                                     |
| The Inner Mounting Flame                                                         | Mahavishnu Orchestra            | Columbia Records                              | 14. August 1971    | Jazzrock                           |                                     |
| The Solar-Myth Approach                                                          | Sun Ra                          | BYG Records                                   | 1971               | Jazz                               |                                     |
| Tony Coe with the Brian Lemon Quartet                                            | Tony Coe                        | 77 Records                                    | 1971               | Jazz                               |                                     |

## Geboren

### Januar
- 05. Januar: Andrea Menard, kanadische Schauspielerin, Dramatikerin und Singer-Songwriterin
- 06. Januar: Andrzej Piaseczny, polnischer Sänger
- 07. Januar: DJ Ötzi, österreichischer Entertainer und Sänger
- 07. Januar: Katja Reichert, Schweizer Sängerin, Schauspielerin, Gesangspädagogin und bildende Künstlerin
- 09. Januar: Angie Martinez, US-amerikanische Musikerin, TV- und Radio-Moderatorin und Model
- 15. Januar: Karlheinz Miklin Jr., österreichischer Rock- und Jazzmusiker (Schlagzeug)
- 16. Januar: Jon Davison, US-amerikanischer Sänger, Musiker und Songwriter
- 17. Januar: Leonardo Ciampa, italienisch-US-amerikanischer Musiker
- 17. Januar: Lil Jon, US-amerikanischer Hip-Hop-Musiker
- 17. Januar: Kid Rock, US-amerikanischer Musiker
- 18. Januar: Jonathan Davis, US-amerikanischer Musiker
- 20. Januar: Uni Jógvanson Arge, färöischer Journalist, Musiker, Fußball- und Handballspieler
- 21. Januar: Donna Lynne Champlin, US-amerikanische Schauspielerin, Sängerin, Tänzerin und Synchronsprecherin
- 26. Januar: Helge Sten, norwegischer Jazz-, Rock- und Ambientmusiker
- 31. Januar: Volker Michalowski, deutscher Schauspieler, Musiker und Komiker

### Februar
- 01. Februar: Hynden Walch, US-amerikanische Schauspielerin und Sängerin
- 08. Februar: Lars Fredriksen, norwegischer Popsänger
- 10. Februar: Frank Wendeberg, deutscher Musiker, Komponist, Produzent, Klangforscher und Psychologe
- 12. Februar: Paul Hayden Desser, kanadischer Singer-Songwriter
- 13. Februar: Natalya Pasichnyk, schwedisch-ukrainische klassische Pianistin
- 13. Februar: Sonia, englische Popsängerin
- 17. Februar: Ute van der Mâer, deutsche Komponistin, Musikpädagogin und Künstlerin
- 18. Februar: Jimmy Kelly, irischer Sänger, Musiker und Komponist
- 19. Februar: Keith Baxter, britischer Rockmusiker († 2008)
- 24. Februar: Moses Pelham, deutscher Musiker und Musikproduzent
- 25. Februar: Daniel Powter, kanadischer Popmusiker
- 26. Februar: Max Martin, schwedischer Musikproduzent und Komponist

### März
- 01. März: Marcel Lüscher, Schweizer Jazzmusiker (Saxophon, Klarinette, Komposition)
- 02. März: Roman Gregory, österreichischer Musiker und Moderator
- 19. März: Barbara Morgenstern, deutsche Sängerin und Musikerin

### April
- 03. April: Robin Berlijn, niederländischer Gitarrist
- 11. April: Oliver Riedel, deutscher Musiker
- 11. April: Craig Walsh, US-amerikanischer Komponist und Musikpädagoge
- 19. April: Marijonas Mikutavičius, litauischer Sänger, Musiker, Songwriter, Fernsehjournalist und Talkmaster
- 24. April: Christine Siegert, deutsche Musikwissenschaftlerin

### Mai
- 03. Mai: Joachim Lösch, deutscher Jazzmusiker (Trompeter)
- 05. Mai: Sebastian Hess, deutscher Cellist und Komponist († 2021)
- 14. Mai: Ivan Kym, Schweizer Tambour, Komponist und Unterhaltungskünstler
- 15. Mai: Andrew Wyatt, US-amerikanischer Musiker, Sänger, Songwriter und Musikproduzent
- 15. Mai: Todd Youth, US-amerikanischer Gitarrist und Bassist († 2018)
- 21. Mai: Alvin Walker, US-amerikanischer Jazzmusiker (Posaune) († 2022)

### Juni
- 01. Juni: Pasquale Aleardi, Schweizer Schauspieler und Musiker
- 01. Juni: Monica Anghel, rumänische Sängerin
- 01. Juni: Jan Müller, deutscher Musiker
- 07. Juni: Toni Cottura, deutscher Musikproduzent, Rapper und Sänger
- 16. Juni: Tupac Shakur, US-amerikanischer Musiker († 1996)
- 30. Juni: Michael Teschl, dänischer Sänger und Schriftsteller

### Juli
- 01. Juli: Marlayne, niederländische Popsängerin und Moderatorin
- 11. Juli: Alexei Aigi, russischer Musiker, Komponist und Geiger
- 15. Juli: Danijela Martinović, kroatische Popsängerin
- 16. Juli: Carlos Núñez, spanischer Musiker
- 23. Juli: Monika Kruse, deutsche Musikerin und Produzentin
- 30. Juli: Elvis Crespo, US-amerikanischer Musiker

### August
- 01. August: Jay Alexander, deutscher Tenor
- 05. August: Jared Hasselhoff, US-amerikanischer Musiker
- 06. August: Fatman Scoop, US-amerikanischer Hip-Hop-Produzent, Rapper und Radiomoderator († 2024)
- 07. August: Sebastian Padotzke, deutscher Musiker
- 15. August: Kølig Kaj, dänischer Rapper
- 18. August: Aphex Twin, britischer Musiker und DJ
- 20. August: Mike Candys, Schweizer House- und Electro-DJ und Musikproduzent
- 22. August: Sacha Jenkins, US-amerikanischer Journalist, Filmemacher, Musiker und Kulturhistoriker († 2025)
- 26. August: Toek Numan, niederländischer Komponist

### September
- 02. September: Péter Kőszeghy, ungarischer Komponist und Musikpädagoge
- 03. September: Mirja Boes, deutsche Komikerin, Schauspielerin und Sängerin
- 03. September: Peter Fox, deutscher Reggae- und Hip-Hop-Musiker
- 06. September: Dolores O’Riordan, irische Sängerin und Songwriterin († 2018)
- 07. September: Hilko Dumno, deutscher Pianist
- 08. September: David Arquette, US-amerikanischer Schauspieler und Musiker
- 10. September: Warmduscher, deutscher Musikproduzent und DJ († 2024)
- 11. September: Richard Ashcroft, britischer Musiker
- 23. September: Park Tae-bun, südkoreanischer Musiker
- 24. September: Kay Lyra, brasilianische Musikerin (Gesang, Gitarre, Komposition)
- 24. September: Peter Salisbury, britischer Musiker
- 29. September: Marcos Llunas, spanischer Sänger und Komponist
- 29. September: Sibel Tüzün, türkische Popsängerin

### Oktober
- 02. Oktober: Eddie Butler, israelischer Sänger
- 02. Oktober: Xavier Naidoo, deutscher Soul- und R&B-Sänger
- 04. Oktober: Friderika Bayer, ungarische Sängerin
- 11. Oktober: Petra Haden, US-amerikanische Musikerin (Gesang, Geige, Arrangements)
- 11. Oktober: Rachel Haden, US-amerikanische Musikerin (Gesang, Bass)
- 14. Oktober: Jochen Hippel, deutscher Musiker
- 16. Oktober: Michael von der Heide, Schweizer Sänger
- 18. Oktober: Eva Santamaría, spanische Popsängerin
- 19. Oktober: Talia Ilan, israelische Dirigentin
- 20. Oktober: Snoop Dogg, US-amerikanischer Rapper
- 24. Oktober: Maja Jaku, österreichische Jazz- und Soulsängerin

### November
- 01. November: Antonio Sánchez, mexikanischer Jazzschlagzeuger
- 05. November: Sophie Barker, britische Singer-Songwriterin
- 18. November: Michael Schulze, deutscher Straßenmusiker († 2025)
- 19. November: Justin Gunnar Walte Chancellor, britischer Musiker

### Dezember
- 16. Dezember: Paul van Dyk, deutscher DJ und Musiker
- 19. Dezember: Tristan Egolf, US-amerikanischer Schriftsteller und Musiker († 2005)
- 24. Dezember: Giorgos Alkeos, griechischer Popmusiker

### Genaues Geburtsdatum unbekannt
- Micha Acher, deutscher Musiker
- Jeff Arnal, US-amerikanischer Improvisationsmusiker (Perkussion, Komposition) und Kulturmanager
- Matthias Bäcker, deutscher Oboist und Hochschullehrer
- Stefan Behrisch, deutscher Jazzmusiker (Komposition, Arrangement) und Dirigent
- Alexander Beierbach, deutscher Jazzmusiker (Saxophon)
- Arnoud van den Berg, niederländischer Jazz- und Bluesmusiker (Kontrabass, Komposition)
- Christiane Bopp, französische Posaunistin
- Michele Cuciuffo, deutsch-italienischer Sänger, Schauspieler und Hörspielsprecher
- Darya Dadvar, iranische Sopranistin
- Smiley Divinzenz, südafrikanisch-österreichische Gospelsängerin († 2021)
- John Doyle, irischer Multiinstrumentalist, Sänger, Songwriter und Musikproduzent
- Friedemann Eichhorn, deutscher klassischer Geiger
- Sebastian Fuchsberger, österreichischer Posaunist und Sänger (Tenor)
- Muriel Grossmann, österreichische Jazzmusikerin (Saxophon, Komposition)
- Kerry Fatman Hunter, US-amerikanischer Jazzmusiker (Snaredrum)
- Peter Jarolin, österreichischer Musik- und Theaterkritiker († 2024)
- Stella Jones, Soul- und Jazz-Sängerin, Pianistin, Arrangeurin und Komponistin
- Volkmar Klien, österreichischer Komponist und Musikpädagoge
- Hansjörg Kohli, schweizerisch-deutscher Komponist und Musiker
- Johan Leijonhufvud, schwedischer Jazzmusiker (Gitarre, Komposition)
- Kay Lübke, deutscher Jazzmusiker (Schlagzeug, Komposition)
- Perrine Mansuy, französische Jazzmusikerin (Piano, Komposition)
- Dan Maske, US-amerikanischer Komponist, Keyboarder und Musikpädagoge
- Tim O’Dwyer, australischer Jazz- und Improvisationsmusiker (Saxophone, Bassklarinette, Komposition)
- Charles Owen, britischer Pianist und Musikpädagoge
- Hannes Seifert, österreichischer Spieleentwickler, -Musiker und -Produzent

## Gestorben

### Januar
- 05. Januar: Jean-Paul Mauric, französischer Chansonsänger (* 1933)
- 08. Januar: Adriano Lualdi, italienischer Komponist, Dirigent, Musikpädagoge und -Kritiker (* 1885)
- 18. Januar: Otto Erhardt, deutscher Opern-Regisseur und Musikwissenschaftler (* 1888)
- 22. Januar: Hans-Otto Schmidt-Neuhaus, deutscher Pianist und Hochschullehrer (* 1907)
- 30. Januar: Albert Marier, kanadischer Sänger (* 1895)

### Februar
- 01. Februar: Harry Roy, britischer Klarinettist, Bandleader und Songwriter (* 1900)
- 09. Februar: Ludwig Zirner, österreichisch-US-amerikanischer Musiker (Konzertpianist) und Opernregisseur (* 1906)
- 18. Februar: Fritz Schori, Schweizer Komponist und Dirigent (* 1887)
- 20. Februar: George Simonis, rumänischer Komponist und Musikpädagoge (* 1885)
- 22. Februar: Rudolf Mauersberger, deutscher Komponist, Kreuzkantor (* 1889)
- 26. Februar: Josef Berg, tschechischer Komponist (* 1927)
- 26. Februar: Fernandel, französischer Schauspieler und Sänger (* 1903)
- 27. Februar: Manfred Kluge, deutscher Komponist und Kirchenmusiker (* 1928)

### März
- 02. März: Lili Wieruszowski, deutsch-Schweizer Organistin, Komponistin, Musikpädagogin und Kirchenmusikerin (* 1899)
- 05. März: Lydia Boucher, kanadische Komponistin und Musikpädagogin (* 1890)
- 06. März: Thurston Dart, englischer Cembalist, Dirigent und Musikpädagoge (* 1921)
- 06. März: Hans Duhan, österreichischer Opernsänger (Bariton) (* 1890)
- 09. März: Marie-Anne Asselin, kanadische Sängerin und Musikpädagogin (* 1888)
- 09. März: Jean-Pierre Guézec, französischer Komponist (* 1934)
- 26. März: Georgi Wassiljewitsch Afanassjew, belarussischer Schachkomponist (* 1909)
- 28. März: Katharine Parker, australische Pianistin und Komponistin (* 1886)
- 29. März: Mona Bates, kanadische Pianistin und Musikpädagogin (* 1889)
- 30. März: Harold Craxton, englischer Pianist, Komponist und Musikpädagoge (* 1885)
- 30. März: Maxim Dormidontowitsch Michailow, russischer bzw. sowjetischer Opernsänger (Bass) und Schauspieler (* 1893)
- 30. März: Heřma Žárská, tschechische Opernsängerin (* 1889)
- 31. März: Alfred Desenclos, französischer Komponist (* 1912)
- 31. März: Karl L. King, US-amerikanischer Komponist und Dirigent (* 1891)

### April
- 05. April: José Cubiles, spanischer Pianist und Musikpädagoge (* 1894)
- 06. April: Igor Strawinsky, russisch-US-amerikanischer Komponist (* 1882)
- 10. April: Ñico Lora, dominikanischer Musiker und Komponist (* 1880)
- 11. April: Zbigniew Drzewiecki, polnischer Pianist und Musikpädagoge (* 1890)
- 14. April: Reine Colaço Osorio-Swaab, niederländische Komponistin (* 1881)
- 17. April: Pierre Luboshutz, russischer Pianist und Musikpädagoge (* 1891)
- 18. April: Ōki Masao, japanischer Komponist (* 1901)
- 25. April: Max Drischner, deutscher Komponist, Organist und Cembalist (* 1891)
- 28. April: Brigitt Petry, deutsche Sängerin und Komponistin (* 1943)
- 30. April: Anna Michailowna Astachowa, russische bzw. sowjetische Historikerin, Folkloristin und Hochschullehrerin (* 1886)

### Mai
- 10. Mai: Mihail Jora, rumänischer Komponist (* 1891)
- 10. Mai: Shukichi Mitsukuri, japanischer Komponist (* 1895)
- 19. Mai: Bernard Wagenaar, US-amerikanischer Komponist und Geiger (* 1894)
- 27. Mai: Xenija Alexandrowna Erdeli, russische bzw. sowjetische Harfenistin und Hochschullehrerin (* 1878)
- 30. Mai: Marcel Dupré, französischer Komponist, Organist, Musiktheoretiker und Verleger (* 1886)
- 30. Mai: Ludwig Husnik, österreichischer Schauspieler, Sänger, Regisseur und Librettist (* 1892)
- 31. Mai: Max Trapp, deutscher Komponist (* 1887)
- 00. Mai: Earl Peterson, US-amerikanischer Country-Musiker (* 1927)

### Juni
- 10. Juni: Olena Schurlywa, sowjetisch-ukrainische Dichterin, Sängerin und Lehrerin (* 1898)
- 17. Juni: Walter Jurmann, österreichischer Komponist (* 1903)
- 21. Juni: Ludwig Schmidseder, deutscher Komponist, Pianist, Fernsehkoch (* 1904)
- 24. Juni: Hans Mersmann, deutscher Musikforscher (* 1891)
- 29. Juni: Néstor Mesta Chayres, mexikanischer Sänger (* 1908)

### Juli
- 03. Juli: Jim Morrison, US-amerikanischer Rock-’n’-Roll-Sänger und Lyriker (* 1943)
- 06. Juli: Louis Armstrong, US-amerikanischer Jazztrompeter und Sänger (* 1901)
- 17. Juli: Ernst Roth, österreichisch-britischer Musikverleger, Musikschriftsteller und Jurist (* 1896)
- 22. Juli: Ted Fiorito, US-amerikanischer Jazzmusiker (* 1900)
- 24. Juli: Alan Rawsthorne, englischer Komponist (* 1905)
- 24. Juli: Norbert Artner, österreichischer Komponist und Musikpädagoge (* 1922)
- 24. Juli: Christl Mardayn, österreichische Schauspielerin und Opern- und Operettensängerin (Sopran) (* 1896)
- 25. Juli: Leroy Robertson, US-amerikanischer Komponist (* 1896)
- 27. Juli: Bernhard Paumgartner, österreichischer Musiker (* 1887)

### August
- 02. August: Richard Maux, österreichischer Lehrer (Musikpädagoge) und Komponist (* 1893)
- 15. August: Thomas Wayne, US-amerikanischer Rockabilly- und Pop-Sänger (* 1940)
- 27. August: Lil Hardin Armstrong, US-amerikanische Jazz-Pianistin, -Sängerin und -Komponistin (* 1898)

### September
- 02. September: Humberto Viscarra Monje, bolivianischer Komponist (* 1898)
- 04. September: Enrico Dassetto, Schweizer Komponist und Dirigent (* 1874)
- 11. September: Curtis Jones, US-amerikanischer Bluespianist und -sänger (* 1906)
- 13. September: George Lambert, kanadischer Sänger und Musikpädagoge (* 1900)
- 15. September: Elsa Varena, deutsche Opernsängerin (Sopran) (* 1895)
- 20. September: Karl Koch, österreichischer Komponist, Chorleiter und Musiklehrer (* 1887)
- 27. September: Einar Ralf, schwedischer Opernsänger und Komponist (* 1888)

### Oktober
- 02. Oktober: Walther Bullerdiek, deutscher Schauspieler, Hörspielsprecher und Komponist (* 1901)
- 02. Oktober: Bola de Nieve, kubanischer Musiker (* 1911)
- 08. Oktober: Johanna Bordewijk-Roepman, niederländische Komponistin (* 1892)
- 10. Oktober: Metod Doležil, tschechischer Chorleiter und Musikpädagoge (* 1885)
- 12. Oktober: Gene Vincent, US-amerikanischer Musiker (* 1935)
- 13. Oktober: Benito Canónico, venezolanischer Komponist (* 1894)
- 24. Oktober: Carl Ruggles, US-amerikanischer Komponist (* 1876)
- 26. Oktober: Yves de la Casinière, französischer Komponist und Musikpädagoge (* 1897)
- 30. Oktober: Osvald Chlubna, tschechischer Komponist (* 1893)

### November
- 18. November: Junior Parker, US-amerikanischer Blues-Musiker (* 1932)
- 20. November: Will Elfes, deutscher Bildhauer und Musiker (* 1924)
- 27. November: Jēkabs Mediņš, lettischer Komponist (* 1885)
- 28. November: Papa Lightfoot, US-amerikanischer Bluessänger und Mundharmonikaspieler (* 1924)
- 29. November: Heinz Tiessen, deutscher Komponist (* 1887)
- 30. November: Kurt Juhn, österreichischer Journalist, Schriftsteller, Librettist und Fußballspieler (* 1896)

### Dezember
- 09. Dezember: Giuseppe Agostini, kanadischer Dirigent und Komponist (* 1890)
- 25. Dezember: Adolf Trittinger, österreichischer Komponist, Chorleiter, Organist, Hochschullehrer und Rektor des Brucknerkonservatoriums Linz (* 1899)
- 28. Dezember: Max Steiner, österreichisch-amerikanischer Komponist (* 1888)

### Genaues Todesdatum unbekannt
- Alexander Truslit, deutsch-russischer Musikpädagoge, Musikforscher und Musikermediziner (* 1889)